# Eeklose Vaart
Eeklose Vaart är en kanal i Belgien.   Den ligger i provinsen Östflandern och regionen Flandern, i den nordvästra delen av landet, 70 km nordväst om huvudstaden Bryssel.
Omgivningarna runt Eeklose Vaart är en mosaik av jordbruksmark och naturlig växtlighet. Runt Eeklose Vaart är det tätbefolkat, med 397 invånare per kvadratkilometer.